# 黄白火绒草
黄白火绒草（学名：Leontopodium ochroleucum）为菊科火绒草属的植物。分布在蒙古、俄罗斯以及中国大陆的西藏、青海、新疆等地，生长于海拔2,300米至4,500米的地区，多生长在干燥草地、石砾地、沙地、高山、亚高山的湿润以及雪线附近的岩石上，目前尚未由人工引种栽培。